# James Marcus Bach
James Marcus Bach (1966) es un  probador de software, autor, entrenador y asesor. Es uno de los creadores de la escuela de pruebas guiadas por contexto, un defensor de las pruebas exploratorias en el software e inventor de las pruebas basadas en sesiones. 

## Primeros años de vida
Es hijo del escritor Richard Bach y es hermano de Jonathan Bach, quien también es un reconocido tester de software. Dejó la escuela secundaria a los 12, y tiene un hijo.

## Trayectoria
Es miembro del consejo de administración de la Asociación para Testing de Software.
Es conocido por haber co-escrito el libro Lessons Learned in Software Testing y sus trabajos en las heurísticas de pruebas. También ha escrito numerosos artículos para IEEE Computer.
Desde 1999, ha trabajado como asesor independiente en Eastsound, Washington. Ha sido uno de los testigos expertos en el caso de Microsoft antitrust:  determinando que técnicamente Microsoft podría haber separado Explorador de Internet del sistema operativo de Windows.